# Le Réveil du mirmidon
Le Réveil du mirmidon est la trente-sixième histoire de la série Le Scrameustache de Gos. Elle est publiée pour la première fois du no 3318 au no 3328 du journal Spirou, puis en album en 2002.

## Univers

### Synopsis
En ramassant des fleurs médicinales, Khéna et des Galaxiens libèrent un bien étrange personnage.